# Набэсима Кацусигэ
Набэсима Кацусигэ (яп. 鍋島勝茂, 4 декабря 1580 — 7 мая 1657) — японский даймё периода Эдо, 2-й правитель Сага-хана (Хидзэн-хана) (1607—1657).

## Биография
Старший сын и наследник даймё Набэсима Наосигэ (1537—1619). Родился в замке Сага (провинция Хидзэн). Род Набэсима находился в вассальной зависимости от клана Рюдзодзи. Некоторое время Кацусигэ был приемным сыном Эгами Иэтанэ (ум. 1593), второго сына даймё Рюдзодзи Таканобу.
В 1597-1598 годах Кацусигэ сопровождал своего отца Набэсима Наосигэ во время второй корейской кампании.
В 1600 году Набэсима Кацусигэ был отправлен своим отцом во главе военного контингента на помощь Токугаве Иэясу в борьбе против Исида Мицунари. Однако сам Кацусигэ был склонен поддержать западную коалицию под руководством Исиды Мицунари. Узнав об этом, отец приказал ему прекратить поход и отозвал его домой. Тогда Кацусигэ перешел на сторону Токугава Иэясу и принял участие в операции против Татибана Мунэсигэ. В генеральной битве при Сэкигахара Набэсима Кацусигэ участия не принимал и был представлен Токугава Иэясу уже после его победы.
В 1607 году после пресечения рода Рюдзодзи Набэсима Кацусигэ унаследовал их владение и стал 2-м даймё Сага-хана (1607—1657).
В 1614-1615 годах во время осакской кампании Кацусигэ оставался в своем домене Сага, контролируя род Симадзу в Сацума-хане.
В 1637-1638 годах Набэсима Кацусигэ и его сыновья участвовали в подавлении крестьянского восстания на полуострове Симабара.
В мае 1657 года после смерти Кацусигэ его внук Мицусигэ (1632—1700), сын Таданао (1613—1635), который унаследовал домен Сага-хан (1657—1695). Другой сын, Набэсима Наодзуми, стал первым даймё дочернего княжества Хасуноикэ.